# Paula Bacher
Paula Bacher Marcenich (* 1954) ist eine Südtiroler Politikerin.

## Biographie
Bacher wuchs mit sieben Geschwistern auf einem Bergbauernhof in Afers auf. Beruflich war sie 32 Jahre lang als Grundschullehrerin tätig. Sie absolvierte berufsbegleitend ein Pädagogikstudium und war auch Vizedirektorin ihres Schulsprengels.
2005 kandidierte sie auf der Liste der Südtiroler Volkspartei (SVP) für den Gemeinderat der Stadt Brixen, konnte ein Mandat erringen und wurde umgehend in den Stadtrat gewählt, wo sie mit den Ressorts Soziales, Wohnbau, Senioren, Ehrenamt und Vereine betraut wurde. In dieser Funktion blieb sie nach jeweils erfolgreichen Wiederwahlen für die folgenden 15 Jahre im Amt. 2015 bemühte sie sich um eine Kandidatur als Bürgermeisterin, unterlag jedoch bei den parteiinternen Vorwahlen. Bei den Südtiroler Landtagswahlen 2018 platzierte sie sich mit 5515 Vorzugsstimmen auf Rang 16 auf der Liste der SVP, die 15 Mandate erringen konnte, und verblieb somit als erste Nicht-Gewählte. Bei den Kommunalwahlen 2020 konnte sie zwar erneut in den Gemeinderat einziehen, durfte aber aufgrund der auf drei Amtsperioden begrenzten Mandatsbeschränkung nicht mehr Stadträtin werden und wurde in den Ausschuss der Bezirksgemeinschaft Eisacktal entsandt, wo sie sich um ähnliche Agenden wie auf Gemeindeebene kümmerte. Nach dem Rücktritt von Jasmin Ladurner konnte sie im Jänner 2022 in den Südtiroler Landtag und damit gleichzeitig in den Regionalrat Trentino-Südtirol nachrücken. Im Vorfeld der Landtagswahlen 2023 verzichtete sie auf eine erneute Kandidatur.